# Hylotelephium
Hylotelephium H.Ohba, 1977 è un genere di piante della famiglia delle Crassulacee.

## Tassonomia
Il genere comprende le seguenti specie:
- Hylotelephium anacampseros (L.) H.Ohba
- Hylotelephium angustum (Maxim.) H.Ohba
- Hylotelephium × bergeri B.Bock
- Hylotelephium bonnafousii (Raym.-Hamet) H.Ohba
- Hylotelephium callichromum H.Ohba
- Hylotelephium cauticola (Praeger) H.Ohba
- Hylotelephium cyaneum (Rudolph) H.Ohba
- Hylotelephium erythrostictum (Miq.) H.Ohba
- Hylotelephium ewersii (Ledeb.) H.Ohba
- Hylotelephium maximum (L.) Holub
- Hylotelephium mingjinianum (S.H.Fu) H.Ohba
- Hylotelephium pallescens (Freyn) H.Ohba
- Hylotelephium pluricaule (Maxim.) H.Ohba
- Hylotelephium populifolium (Pall.) H.Ohba
- Hylotelephium sieboldii (Poit.) H.Ohba
- Hylotelephium sordidum (Maxim.) H.Ohba
- Hylotelephium spectabile (Boreau) H.Ohba
- Hylotelephium sukaczevii (Maximova) S.B.Gontch. & A.V.Grebenjuk
- Hylotelephium tatarinowii (Maxim.) H.Ohba
- Hylotelephium telephioides (Michx.) H.Ohba
- Hylotelephium telephium (L.) H.Ohba
- Hylotelephium tianschanicum V.V.Byalt & Lazkov
- Hylotelephium uralense (Rupr.) V.V.Byalt
- Hylotelephium ussuriense (Kom.) H.Ohba
- Hylotelephium verticillatum (L.) H.Ohba
- Hylotelephium viride (Makino) H.Ohba
- Hylotelephium viviparum (Maxim.) H.Ohba